# Блэк-Ривер (тауншип, Миннесота)
Блэк-Ривер (англ. Black River) — тауншип в округе Пеннингтон, Миннесота, США. На 2000 год его население составило 98 человек.

## География
По данным Бюро переписи населения США площадь тауншипа составляет 62,1 км², из которых 62,1 км² занимает суша, водоёмов нет.

## Демография
По данным переписи населения 2000 года здесь находились 98 человек, 34 домохозяйства и 28 семей. Плотность населения —  1,6 чел./км². На территории тауншипа расположена 41 постройка со средней плотностью 0,7 построек на один квадратный километр. Расовый состав населения: 100,00 % белых.
Из 34 домохозяйств в 44,1 % воспитывались дети до 18 лет, в 79,4 % проживали супружеские пары и в 17,6 % домохозяйств проживали несемейные люди. 17,6 % домохозяйств состояли из одного человека, при том 2,9 % из — одиноких пожилых людей старше 65 лет. Средний размер домохозяйства — 2,88, а семьи — 3,29 человека.
31,6 % населения — младше 18 лет, 3,1 % — в возрасте от 18 до 24 лет, 30,6 % — от 25 до 44, 29,6 % — от 45 до 64, и 5,1 % — старше 65 лет. Средний возраст — 38 лет. На каждые 100 женщин приходилось 127,9 мужчин. На каждые 100 женщин старше 18 приходилось 116,1 мужчин.
Средний годовой доход домохозяйства составлял 53 750 долларов, а средний годовой доход семьи —  55 625 долларов. Средний доход мужчин —  30 625  долларов, в то время как у женщин — 25 250. Доход на душу населения составил 14 156 долларов. За чертой бедности не находилась ни одна семья и 2,0 % всего населения тауншипа.